# Снайварр, Аудни
Аудни Снайварр (исл. Árni Snævarr, годы жизни неизвестны) — исландский шахматист. Входил в число сильнейших шахматистов Исландии 1930—1940-х гг. В составе национальной сборной Исландии принимал участие в неофициальной шахматной олимпиаде 1936 г. в Мюнхене. В базах есть девять партий, которые он сыграл на этой олимпиаде (5 побед, 2 поражения, 2 ничьи). В 1947 г. Аудни Снайварр участвовал в международном турнире в Рейкьявике.

## Спортивные результаты
| Год  | Город     | Соревнование                                                    | + | − | = | Результат | Место |
| ---- | --------- | --------------------------------------------------------------- | - | - | - | --------- | ----- |
| 1936 | Мюнхен    | Неофициальная шахматная олимпиада (сборная Исландии, 5-я доска) |   |   |   | [ 1 ]     |       |
| 1946 | Рейкьявик | Чемпионат Исландии                                              |   |   |   | [ 2 ]     |       |
| 1947 | Рейкьявик | Международный турнир                                            |   |   |   | [ 3 ]     |       |